# Melnîkî, Ciîhîrîn
Melnîkî (în ucraineană Мельники) este o comună în raionul Ciîhîrîn, regiunea Cerkasî, Ucraina, formată numai din satul de reședință.

## Demografie
Componența lingvistică a comunei Melnîkî
     Ucraineană (98,44%)
     Rusă (1,56%)
Conform recensământului din 2001, majoritatea populației comunei Melnîkî era vorbitoare de ucraineană (98,44%), existând în minoritate și vorbitori de rusă (1,56%).